# Jadwiga Wiśniewska
Jadwiga Maria Wiśniewska, née le 2 juillet 1963 à Myszków, est une femme politique polonaise, membre du parti Droit et justice (PiS).